# Isla Los Hermanos (Malvinas)
La isla Los Hermanos (en inglés: Wreck Island) es una de las Islas Malvinas. Se encuentra al este de la isla Culebra, al norte de la isla Trinidad y al oeste del arrecife de la Cruzada.
El extremo noreste de la isla es uno de los puntos que determinan las líneas de base de la República Argentina, a partir de las cuales se miden los espacios marítimos que rodean al archipiélago.